# Хилов тест
Хиллов тест је метода заснована на мерењу систолног крвног притиска и на рукама и на ногама.  
Овај знак се сматра позитивним када је разлика између систолног крвног притиска измереног на стопалу (у пределу дорзалне артерије стопала или тибијалне артерије) и на руци већа од 20 ммХг. То указује на аортну инсуфицијенцију или аортну регургитацију, због валвуларног обољења срца.
При томе требало би имати у виду да мерење притиска у бутним артеријама не даје исте резултате, јер је притисак крви у аортној регургитацији несталан када се мери од бутине до чланака. 

## Епоним
Тест је назван по британском лекару Леонарду Хилу који га је први описао 1909. године када је код пацијента са аортном регургитацијом установио разлику у систолном крвном притиску на нози и руци.

## Значај
Брзо и прецизно дијагностицирање појединаца који показују симптоме који би могли указивати на срчану инсуфицијенцију и марљиво уочавање основних узрока стања је императив за побољшање исхода. У том смислу Хилов тест иако је једна од метода која се може применити у дијагностици све више губи на значају и одлази у историју, након увођења савремених метода дијагностике срчане инсуфицијенције применом ехокардиографије потпомогнуте вештачком интелигенцијом током ултразвучног снимања срца.